# Phonic
Phonic — тайваньский производитель и разработчик профессионального аудио оборудования. Деятельность компании началась в 1977 году. Основной продукт компании — усилители мощности. Также Phonic разрабатывает, производит и продает микшерные пульты, студийные мониторы, аудио интерфейсы, звукозаписывающее оборудование, активные и пассивные акустические системы, тестеры звука и др.

## Дополнительная информация о компании
Компания Phonic владеет собственным производством. Более 30 лет с момента основания Phonic возглавляет один тот же владелец с группой инженеров.
Производство сертифицировано по ISO, поэтому продукция проверяется на всех этапах производства. Компания Phonic уделяет внимание отзывам покупателей и реагирует на их пожелания обновлением программного обеспечиния и функциональных возможностей оборудования.

## Продукция
Компания производит: звуковые анализаторы, аудио интерфейсы, микшерные консоли (аналоговые и цифровые), акустические системы, усилители, процессоры эффектов, эквалайзеры, компрессоры, кроссоверы, подавители обратной связи, микрофоны.

## Серия Helix Board
Серия Helix Board включает в себя микшеры Phonic Corporation, которые обеспечивают USB или IEEE 1394 аудио интерфейсы для цифровой записи с помощью персонального компьютера. Phonic предлагает 5 различных моделей Helix Board: Helix Board 12, Helix Board 17, Helix Board 12 FireWire MKII, Helix Board 18 FireWire MKII и Helix Board 24 FireWire MKII. В 2006 году на Prolight + Sound show во Франкфурте, Германия, Журнал Tastenwelt присудил Phonic награду Cordial Achievement за инновационность и качество их микшеров Helix Board FireWire.

## Аудио анализатор PAA3
PAA3 - портативный аудио анализатор для профессиональных звукорежиссеров. Включает в себя в себя 31-полосный анализатор спектра в реальном времени, RT60,измеритель звукового давления и линейного сигнала, внутренний генератор, программы для настройки эквалайзера, возможность калибровки микрофона и проверки фазы динамика. Всеми функциям меню можно управлять одной рукой при помощи поворотного переключателя, а второй рукой регулировать настройки звука. Загрузка информации и настроек осуществляется с компьютера через встроенный USB интерфейс. ЖК-экран сподсветкой, для работы в темноте. Доступная цена и возможность автономной работы до 7 часов принесли PAA3 популярность среди профессиональных аудио инженеров.

## Сайты
- Официальный сайт компании Phonic
- Украинский сайт компании Phonic
- Phonic на Facebook
- Phonic на Twitter Архивная копия от 11 апреля 2014 на Wayback Machine
- Phonic на Youtube